# Manoir d'Houlbec
Ne doit pas être confondu avec Château de Houlbec.
Le manoir d'Houlbec, aussi dénommé château d'Houlbec, est une demeure des XVe, XVIe et XVIIIe siècles qui se dresse sur le territoire de la commune française de Saint-Pierre-en-Auge, dans le département du Calvados et la région Normandie. L'édifice est partiellement inscrit au titre des monuments historiques.

## Localisation
Le manoir est situé à quelques centaines de mètres à l'ouest de l'Oudon, un affluent de la Dives, dans l'ancienne commune d'Écots, au sein de la commune nouvelle de Saint-Pierre-en-Auge, dans le sud-est du département français du Calvados, à l'extrémité est de la région naturelle du pays d'Auge.

## Historique
Le manoir d'Houlbec a été édifié au XVIe siècle à l'emplacement d'une ancienne place fortifiée dont subsistent les douves et quelques bases de tours,. Il est remanié au cours du XVIIIe siècle.
Du XVe au XVIIe siècle, le fief de Houlbec est la possession de la famille Le Bouteiller. Puis, il passe, successivement, entre les mains des La Serre qui le posséderont de la première moitié du XVIIe jusqu'au milieu du XVIIIe siècle, aux de Moges. Il sera réuni une première fois, au comté de Montgommery à la suite d'une saisie et, en 1750, il sera réuni une seconde fois, « faute d'avouement ».
À la fin du XIXe siècle, le manoir est la propriété des Bonnechose, puis de l'homme d'affaires américain, Frank Jay Gould.

## Description
Entouré de douves,  alimenté par le ruisseau de Forêt en bordure duquel il est bâti, le logis principal est construit selon un plan carré qui possède, à chacun de ses angles, une tour massive,.
Le premier niveau de l'édifice est composé de petits moellons de calcaire tandis que le niveau supérieur est en pans de bois. Les tours de la façade orientale sont surmontées d'un étage de forme hexagonale en colombages. Celles de la façade occidentale sont totalement différentes : l'une est cylindrique, toute en pierres, avec un toit conique, et abrite un escalier ; l'autre, de forme carrée, prend l'apparence d'un donjon.
Les dépendances sont composées par un pressoir, une cave, un four à pain et un colombier carré en pierres et en colombages.

## Protection
Le logis, à l'exclusion des décors modernes ; la terrasse sur laquelle il est implanté, avec les vestiges de ses tours ; les douves et leurs ponts ; les façades et toitures des communs ; le colombier ; les façades et toitures des bâtiments de la ferme sont inscrits au titre des monuments historiques par arrêté du 10 novembre 1993.